# Natural Born Killers (ścieżka dźwiękowa)
Natural Born Killers to album z muzyką do filmu o tym tytule w reżyserii Olivera Stone’a, wyprodukowany przez Trenta Reznora. Album został uznany za najlepszy album składankowy 1994 roku przez New Musical Express, i jeden z 90 najlepszych albumów lat 90. przez magazyn Q.

## Spis utworów
1. Leonard Cohen – „Waiting for the Miracle” (Edit)
2. L7 – „Shitlist”
3. Dan Zanes – „Moon over Greene County” (Edit)
4. Patti Smith – „Rock N Roll Nigger” (Flood Remix)
5. Cowboy Junkies – „Sweet Jane” (Edit)
6. Bob Dylan – „You Belong to Me"
7. Duane Eddy – „The Trembler” (Edit)
8. Nine Inch Nails – „Burn”
9. „Route 666”
featuring Robert Downey Jr., Brian Berdan – „BB tone”
10. „Totally Hot”
zawiera fragmenty Remmy Ongala And Orchestre Super Matimila – „Kipenda Roho”
11. Patsy Cline – „Back in Baby's Arms”
12. Peter Gabriel And Nusrat Fateh Ali Khan – „Taboo” (Edit)
13. „Sex Is Violent”
zawiera fragmenty Jane’s Addiction – „Ted Just Admit It” i Diamanda Galás – „I Put a Spell on You”
14. A.O.S. – „History (Repeats Itself)” (Edit)
15. Nine Inch Nails – „Something I Can Never Have” (Edited And Extended)
16. Russel Means – „I Will Take You Home"
17. The Hollywood Persuaders – „Drums a Go-Go” (Edit)
18. „Hungry Ants”
zawiera fragmenty Barry Adamson – „Checkpoint Charlie” i „Violation of Expectation”
19. Dr. Dre – „The Day the Niggaz Took Over”
20. Juliette Lewis – „Born Bad”
21. Sergio Cervetti – „Fall of the Rebel Angels” (Edit)
22. Lard – „Forkboy”
23. „Batonga In Batongaville”
zawiera fragmenty The Budapest Philharmonic Orchestra – „A Night on Bare Mountain” Modesta Musorgskiego
24. Nine Inch Nails – „A Warm Place” (Edit)
25. „Allah, Mohammed, Char, Yaar”
zawiera fragmenty Nusrat Fateh Ali Khan & Party – „Allah, Mohammed, Char, Yaar” i Diamanda Galás – „Judgement Day”
26. Leonard Cohen – „The Future” (Edit)
27. Tha Dogg Pound – „What Would U Do?”

- W filmie pojawia się również utwór „Bombtrack” i „Take the Power Back” autorstwa Rage Against the Machine, „Anthem” Leonarda Cohena, „Rhythm of the Heat” Petera Gabriela i „Ghost Town” The Specials, ale nie znalazły się one na albumie.

- Ścieżki 10, 13, 18, 21, 23 i 25 składają się z kolażu różnych utworów i sampli dialogów z filmu.